# Тихомирова, Елена Николаевна
Еле́на Никола́евна Тихоми́рова (урожд. Немчинова; ? — после 1915) — русская издательница, писатель

ница, автор популярных книжек.

## Биография
Родилась в семье купеческого сына Николая Немчинова и его жены Юлии Алексеевны — дочери Алексея Владимировича Прончищева и Варвары Петровны (дочери князя Петра Николаевича Оболенского).
Осенью 1869 года Елена Немчинова посетила один из публичных уроков Дмитрия Ивановича Тихомирова. Они познакомились и вскоре — в апреле 1871 года — состоялась их свадьба.
В 1880-х годах она открыла в Москве книжный магазин «Начальная школа», который предлагал своим покупателям только лучшую учебно-педагогическую литературу.
С 1894 года вместе с мужем, а после его смерти в 1915 году — самостоятельно, Е. Н. Тихомирова издавала и редактировала журнал «Детское чтение». и приложение к нему «Педагогический листок». В 1902 году супруги на собственные средства основали «Общество попечения о детях народных учителей и учительниц».
Вместе с мужем составила «Букварь для совместного обучения чтению и письму…» (1873), который переиздавался более 160 раз; «Азбука правописания. Ч. 1-2» (М., 1870—1877); «Библиотека народной школы. Каталог книг и пособий» (М., 1882); «Первоначальные упражнения в счислении» (М., 1883); «Букварь с рассказами из Св. истории». Ими был написан популярный очерк о Пушкине, многократно переиздававшийся (Александр Сергеевич Пушкин : Чтение для школ и для народа / Сост. Е. и Д. Тихомировы. — 15-е изд. — М.: тип. К. Л. Меньшова, 1917. — 80 с.).
Для своего издательства она написала и подготовила несколько популярных книжек: "Юрий Милославский (По роману М. Н. Загоскина) — М., 1903; «Картинки из японской жизни (по Пьеру Лоти, Шредеру и др. источн.)» (М., 1905), «Правда и кривда. Царевна-отгадчица: Две сказки» (М., 1911), «Друг несчастных Ф. П. Гааз: Биогр. очерк» (М., 1914); «Обезьяны, слоны и попугаи: По Брему, Фогту. Жаколио и др. источн.» (М., 1878, совм. с Н. Богдановой; 4-е изд. — М.: Типо-литогр. Г. И. Простакова, 1901. — 102 с.); «Сильные сердцем: Рассказы и сказки» (М., 1903).
Написала ряд очерков «За свободу братьев-славян» (М., 1903; несколько изданий). Она делала пересказы П. Маргерита, С. Лагерлёф, Ж. Санд, Г. Сенкевича, М. Твена, О. Уайльда.
Использовала псевдоним-сокращение: Е. Т.